# Michał Dzierżanowski
Michał Dzierżanowski herbu Grzymała (ur. ok. 1725, zm. 1808) – marszałek ziemi gostyńskiej (gostynińskiej) i powiatu gąbińskiego w konfederacji barskiej w 1769 roku.
W 1744 wyjechał do Francji by zaciągnąć się do pułku szlachty polskiej, formowanego w wojsku francuskim. Po drodze jednak dostał się do brytyjskiej niewoli, więziony w Londynie. Wziął udział w wojnie o sukcesję austriacką. Udał się do Indii, gdzie zaciągnął się na służbę u francuskiego gubernatora Indii Josepha François Dupleixa. W drodze powrotnej do Francji zbadał wybrzeża Martyniki. Zaangażowany przez rząd portugalski miał wziąć udział w wojnie z Paragwajem. Według innej wersji został francuskim korsarzem na Oceanie Indyjskim. Zapędzony przez flotę brytyjską miał wylądować na Madagaskarze, gdzie ludność tubylcza obwołała go swoim królem. Na czele 10 000 wojowników miał wystąpić przeciwko 1000-osobowej załodze francuskiej, po klęsce miał na zagarniętym statku holenderskim uciec na Wyspę Św. Heleny.
Po powrocie do kraju przystąpił w 1767 do konfederacji radomskiej.
Po zawiązaniu konfederacji barskiej wraz z Janem Ponińskim i Szymonem Kossakowskim przygotował plan porwania posła rosyjskiego Nikołaja Repnina i detronizacji Stanisława Augusta Poniatowskiego.
23 lipca 1768 ogłosił się w Gostyninie marszałkiem konfederackim i wydał gwałtowny manifest przeciwko Rosji, dysydentom i królowi. 23 sierpnia 1769 wkroczył na czele wojsk konfederackich do Krakowa.
Wkrótce wycofał się z miasta, nie podejmując walki z 2000 oddziałem Iwana Drewicza. W 1770 skazany przez Generalność konfederacji barskiej na banicję. 29 kwietnia pobity przez Rosjan w bitwie pod Sromowcami. Po 1772 osiadł w Wiedniu.